# Berme
Pour les articles homonymes, voir Berme (homonymie).

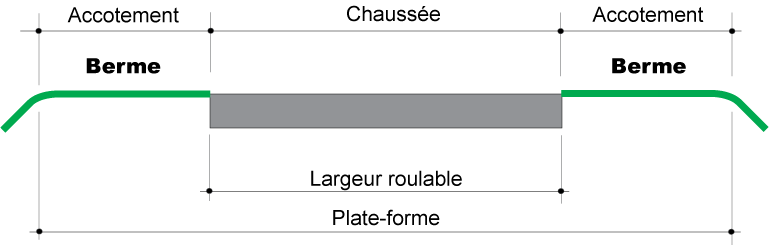
Lorsque l'accotement est entièrement enherbé, la berme correspond à l'accotement

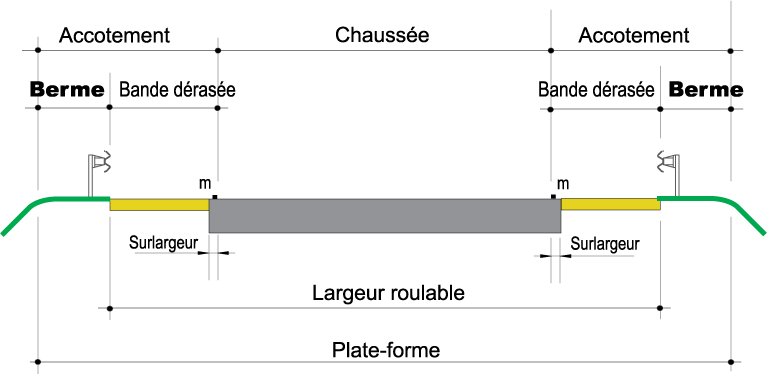
La berme est ici la partie non stabilisée de l'accotement.

La berme d’une route est la partie non roulable de l’accotement d’une route. Pour les routes à plusieurs voies, il peut y avoir, en plus des bermes latérales, une berme centrale. Elle fait partie des dépendances vertes

## Terminologie
Dans le langage courant, la berme est souvent simplement appelée accotement. Si cette appellation est appropriée lorsqu’il n’y a pas de bande dérasée, elle l’est moins lorsqu’une partie de l’accotement est stabilisée.
En Belgique, la berme est dénommée terre-plein latéral ou accotement non stabilisé, et correspond à la partie de la plate-forme située en dehors des chaussées et des zones d'immobilisation.

## Fonction
Outre sa fonction normale de transition entre les structures stabilisées de la route et les talus ou cunettes, la berme :
- participe aux dégagements visuels, à condition toutefois qu’elle soit bien entretenue et que l’herbe ne constitue pas un masque pour les automobilistes ;
- supporte certains panneaux de signalisation et les dispositifs de retenue lorsque la berme borde un talus susceptible d’être dangereux pour les automobilistes ;
- constitue des zones d'habitat ou refuge pour de nombreuses espèces de plantes (espèces végétales prairiales)[3] et d'animaux (insectes, mammifères, d'oiseaux)[4],[5] notamment en milieu agricole intensif, un élément de corridor biologique (trame verte) et un réservoir de biodiversité pour des taxons de petites tailles. La réalisation d'une route et des bermes associées engendre sept effets directs et indirects, temporaires ou permanents, sur les écosystèmes terrestres et aquatiques[6], ce qui explique que la gestion des bermes (fauchage raisonné qui met en œuvre la hauteur, la période et la fréquence de fauche, implantations de semis de mélanges fleuris et d'arbustes mellifères lors d'aménagements neufs afin de maintenir le service écosystémique de la pollinisation) prend désormais en compte cette biodiversité. La berme de l'avenue de Provence à Lausanne par exemple suffit à maintenir des populations stables, et relativement protégées de la prédation de micromammifères[7]. L'inventaire des végétaux ou d'invertébrés dans ce type d'habitat est relativement connu en revanche, beaucoup moins pour les petits mammifères. Ainsi en France, 25 % de la flore totale d'un département est observée au niveau des bords de route (soit une richesse dix fois plus importante que dans les champs alentour, dont plusieurs espèces rares ou protégées)[8]. Ces questionnements scientifiques, relatifs à l’influence du réseau routier sur la biodiversité, ont conduit à l'émergence d'un champ de recherche depuis la fin des années 1990, l'écologie des routes (en)[9].

## Caractéristiques
Lorsque la berme est raccordée au talus par un arrondi (doucine), elle est limitée par la projection verticale de l'intersection des tangentes.
Sur autoroute et en France, la largeur de la berme est de 1 mètre minimum. Mais celle-ci dépend surtout de l’espace nécessaire au fonctionnement du type de barrière de sécurité à mettre en place. Elle peut aussi être intégrée à un dispositif d’assainissement dont la pente ne dépasse pas 25 %.